# Семерньов Віктор Михайлович
Ві́ктор Миха́йлович Семерньо́в (нар. 26 березня 1942 р., м. Одеса) — український живописець, лауреат Державної премії УРСР ім. Т. Шевченка (1981), Заслужений художник України, член національної спілки художників України (1977). Батько української художниці Галини Семерньової.

## Біографія
Народився в Одесі 26 березня 1942 року. Після закінчення школи у 1956 році вступив до Одеського художнього училища ім. М. Б. Грекова, яке закінчив у 1961 році. Його вчителями були художники Павлюк Георгій Миколайович, Єгоров Юрій Миколайович, Русин Аркадій Вікторович.
Після закінчення служби в армії у 1965 році він вступає до Ленінградське вище художньо-промислове училище ім. В. І. Мухіної. Навчався у художників-педагогів Савінова Гліба Олександровича, Іогансена Кирила Леонардовича. Особливо помітний слід у житті Віктора Михайловича залишив Заслужений діяч мистецтв РРФСР Бучкін Петро Дмитрович.
Після отримання диплома у 1969 році Віктор Михайлович за направленням приїжджає в місто Миколаїв. З цих пір вся його біографія пов'язана з містом корабелів, з морем і кораблями, які він любив з дитинства.
Перша велика творча робота молодого художника — оформлення фасаду будівлі, де розміщувалася школа юних моряків біля старого Інгульського мосту.
Творчий період в Миколаєві у художника Семернева найплідніший. Ним написана велика кількість картин, натюрмортів, портретів, пейзажів, етюдів.

## Творчість

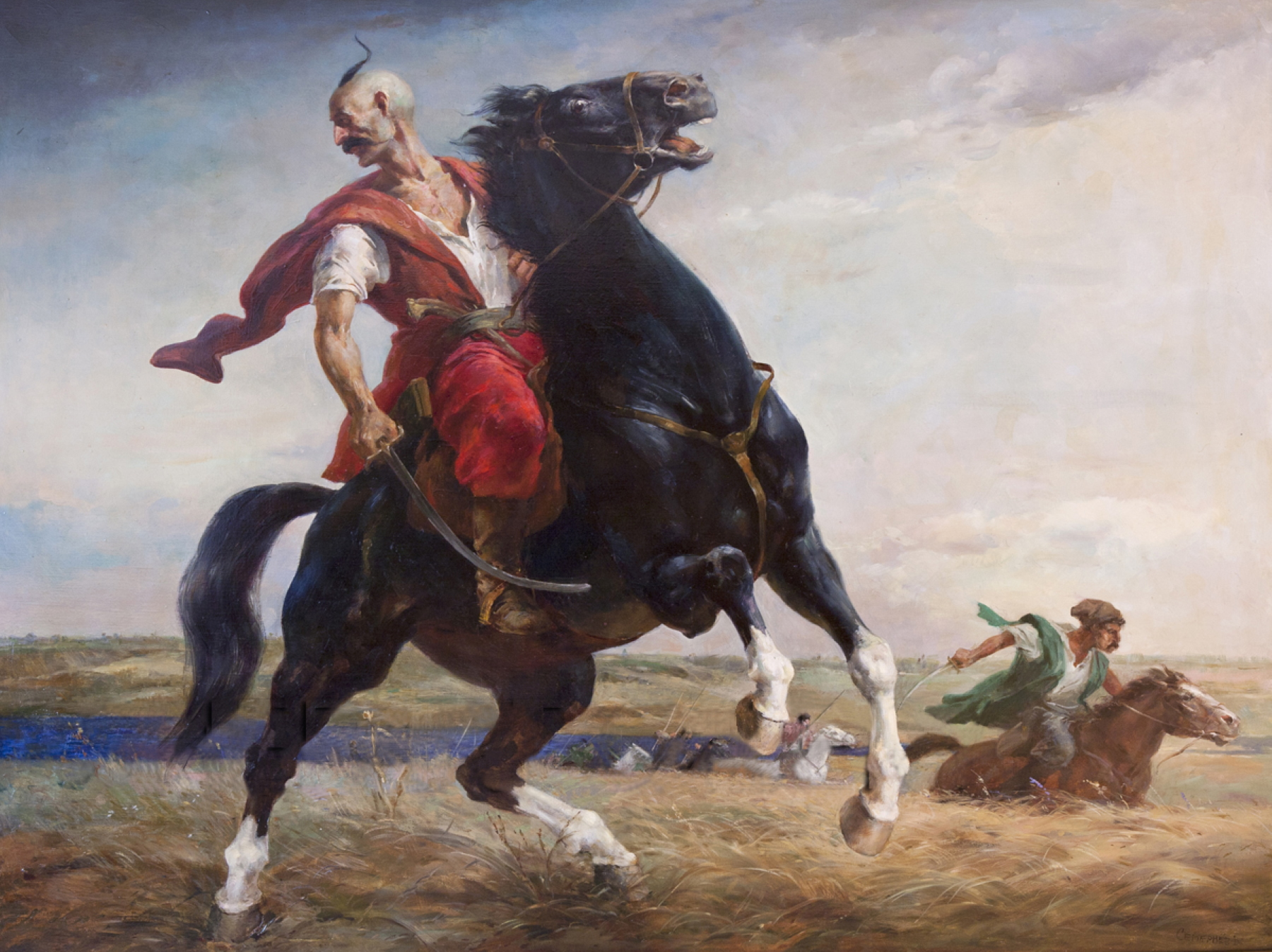
Козаки на картині Віктора Семерньова, 2001 рік
Завдяки копіткій роботі в бібліотеках та архівах, картини Віктора Семерньова відзначаються історичною правдивістю, реалістичністю. Серед них «Гангутський бій» (1978 р.), «Штурм Очакова» (1978 р.), «Засідання штабу Чорноморського флоту» (1980 р.), «Бій брига „Меркурій“ з турецькими кораблями» (1978 р.), «Св. Миколай» на добудові" (1988 р.), «Чесменська битва 25 червня 1770 р.» (2000 р.) та багато інших.
Основну частину роботи художника складають: діорами «Будівництво суден на Миколаївському адміралтействі в I чверті XIX століття» (1978 р.), «Взяття Вознесенська» (1983 р.) а також серія картин і портретів. Серед них: портрети адмірала С. О. Макарова, вченого О. М. Крилова, інженера-кораблебудівника І. Г. Бубнова, та інші.
Особливе місце у творчості художника займають картини з історії вітчизняного флоту і суднобудування на Чорному морі. Серед них «Очаківська хвиля» (1991 р.), «Камені біля берегів Очакова» (1992 р.), «На острові Березань» (1993 р.), «Море вранці» (1993 р.), «Свіжий вітер» (2000 р.).
У 2005 році Віктор Михайлович разом з дочкою Галиною, членом Спілки художників України, виконали ікони та розписи для каплиці Святого Миколая в місті Миколаєві. Ними було зроблено 14 розписів. Кожна з них має самостійну художню цінність.

## Виставки та експозиції
За свій творчий шлях він брав участь у безлічі художніх виставок. Серед них:
- 1976 р. — Всесоюзна виставка робіт молодих художників (м. Москва);
- 1990 р. — Виставка миколаївських художників у США (м. Сієтл);
- 1993 р. — Виставка II Міжнародного симпозіуму «Барвиста Україна» (м. Київ);
- 1994 р. — Виставка робіт миколаївських художників у США (м. Вашингтон);
- 1995 р. — Персональна виставка в Швейцарії (м. Люцерн);
- 2000 р. — Виставка, присвячена 30-річчю Миколаївської спілки художників (м. Київ);
- 2002 р. — Виставка "Миколаївські художники у програмі «Рік України в Росії» (м. Москва).

Роботи майстра сьогодні експонуються в музеях:
- Миколаївський художній музей імені В. Верещагіна,
- Музей суднобудування і флоту,
- Історико-краєзнавчий музей міста Азова та інших.

Також вони є і у приватних колекціях в Росії, України, Великій Британії, Франції, Швейцарії, США, Німеччини, Греції, Ізраїлі, Італії, Гвінеї та інших держав.

## Нагороди
- 1981 — Державна Премія УРСР імені Тараса Шевченка, як одному з творців музею суднобудування і флоту в м. Миколаєві
- 1989 орден «Знак Пошани»
- 1 жовтня 2005 — Грамота Митрополита Київського і Всієї України, Предстоятеля Української Православної Церкви Володимира.
- 23 серпня 2011 — Заслужений художник України